# 千葉県立松戸向陽高等学校
千葉県立松戸向陽高等学校（ちばけんりつまつどこうようこうとうがっこう）は、千葉県松戸市にある県立の高等学校。

## 設置学科
- 全日制課程[1]
  - 普通科
  - 福祉教養科

## 沿革
- 2011年（平成23年） - 千葉県立松戸秋山高等学校、千葉県立松戸矢切高等学校が統合し、千葉県立松戸向陽高等学校が開校。八木澤教司が校歌を作曲。

## 交通
- 北総鉄道北総線・秋山駅より徒歩約8分（経路案内）